# 萍蹤俠影錄 (1985年電視劇)
《萍蹤俠影錄》（英語：Chronicles of The Shadow Swordsman）是香港亞洲電視根據梁羽生同名小說改編的劇集，於1985年5月6日首播，由王心慰監製。本劇是《萍蹤俠影錄》眾多改編版本中最為出色的一部，亦是劉松仁和米雪這對熒屏情侶合作的多部劇集中最具代表性、也最為人所津津樂道的一部。

## 劇情介紹
歷史上張士誠和朱元璋原是結拜兄弟，一起抵抗元朝，張士誠先稱帝建國，其後朱元璋殺張士誠，建立明朝，張士誠的後人張宗周逃往北方，入瓦剌做了右丞相，欲借瓦剌的力量奪回江山。但瓦剌的太師也先野心極大，想滅明朝而獨霸中原。
張丹楓文韜武略，風流倜儻，雖然是張宗周的兒子，張士誠的後人，但卻是個熱血男兒，為不使漢人的江山被外族蹂躪，他秘密由瓦剌潛來中原，助明朝抵抗瓦剌的入侵，也先派人追殺他。
明英宗亦因其是張士誠的後人而要殺害他，武林豪傑在未明張丹楓的來意之前亦要殺他，張丹楓遭遇幾許驚心動魄的危機！
張丹楓在中原邂逅一名少女雲蕾，她武功高強、機靈聰明而心地善良。張丹楓與雲蕾互相傾慕，深深墜入情網的時候，卻發現彼此是世仇。雲蕾的祖父——明朝大官雲靖和父親雲澄遭張丹楓父親張宗周迫害，其後慘死。雲蕾背負祖輩的深仇，於是張丹楓和雲蕾之間展開一段愛恨情仇，感人肺腑，蕩氣回腸的故事。

## 演員表

### 張家
- 江漢 飾 張宗周
- 劉松仁 飾 張丹楓
- 岳華 飾 澹台滅明
- 斑　斑 飾 澹台鏡明
- 梁錦橤 飾 石英
- 陳美雲 飾 石翠鳳

### 雲家
- 許英秀 飾 雲靖
- 金童 飾 雲澄
- 黎宣 飾 雲澄妻
- 金興賢 飾 雲重
- 米雪 飾 雲蕾
- 鄧懷音 飾 小雲蕾

### 明室
- 唐品昌 飾 明英宗
- 宗　楊 飾 明代宗

#### 明臣
- 佘文炳 飾 于謙
- 羅石青 飾 王振
- 梁漢威 飾 張風府
- 鄧德光 飾 樊忠
- 李力群 飾 路明
- 黃曙光 飾 沙無忌
- 伍永森 飾 康超海
- 招石文 飾 丁總兵（周健好友，接替周健成為雁門關總兵）
- 吳廷燁 飾 明兵（負責接待瓦剌親王）
- 張耀 飾 邊將

### 玄機逸士派系
- 徐二牛 飾 玄機逸士
- 甘　山 飾 董岳（玄機逸士首徒）
- 吳彩南 飾 潮音和尚（玄機逸士二徒）
- 熊德誠 飾 謝天華（玄機逸士三徒）
- 梁淑莊 飾 葉盈盈（玄機逸士四徒）
- 金童 飾 雲澄（玄機逸士五徒）
- 金興賢 飾 雲重（董岳之徒、雲澄之子）
- 劉松仁 飾 張丹楓（謝天華之徒）
- 米雪 飾 雲蕾（葉盈盈之徒、雲澄之女）

### 金刀寨
- 良鳴 飾 周健
- 關偉倫 飾 周山民

### 瓦剌
- 鄭　雷 飾 瓦剌親王
- 凌文海 飾 也先
- 姚鳳絲 飾 脫不花
- 黎劍雄 飾 麻翼贊
- 鄭恕峰 飾 額吉多
- 洪志成 飾 哈達萊

### 其他
- 王小明 飾 方慶
- 劉雲峰 飾 畢道凡
- 湯錦棠 飾 黑摩訶
- 陳　亮 飾 白摩訶
- 陳小龍 飾 上官天野

## 軼事
本劇男、女主角劉松仁及米雪，在26年後的《新萍蹤俠影》中再次飾演情侶，分別飾演謝天華及葉盈盈。